# Nightmare (Halsey)
Nightmare è un singolo della cantante statunitense Halsey, pubblicato il 17 maggio 2019 come primo estratto dal quarto album in studio If I Can't Have Love, I Want Power.

## Pubblicazione e descrizione
A maggio 2019 Halsey ha pubblicato un link sui suoi social media, indirizzando gli utenti al sito web nightma.re a cui veniva chiesto di registrarsi per ricevere avvisi via email e chiedendo di condividere il loro peggior incubo. Il sito offriva una serie di opzioni e, facendo clic su una di esse, agli utenti veniva mostrata una spiegazione sul significato di quello specifico incubo. La cantante ha annunciato la data d'uscita del brano tramite un video pubblicato Twitter il 9 maggio 2019, fissandola al successivo 17 maggio. Diversi giorni dopo, l'interprete ha annunciato di avere nascosto parti del testo della canzone in cinque città degli Stati Uniti: Los Angeles, Dallas, Chicago, San Francisco e New York.
Il brano, che contiene un'interpolazione di All The Things She Said del duo musicale russo t.A.T.u., è stato riproposto come traccia bonus, prodotta da Atticus Ross e Trent Reznor, nel quarto album in studio della cantante If I Can't Have Love, I Want Power del 2021.

## Promozione
Il 20 maggio 2019 Halsey ha eseguito uno spettacolo gratuito per i fan a Minneapolis, dove ha cantato il singolo dal vivo per la prima volta, insieme a Castle, Gasoline e Don't Play.

## Accoglienza
Billboard l'ha eletto il diciassettesimo miglior brano del 2019.

## Video musicale
Il video musicale è stato reso disponibile il 16 maggio 2019 sul canale Vevo-YouTube della cantante. Diretto da Hannah Lux Davis, vede camei di Cara Delevingne, Debby Harry, Ryan Destiny, Suki Waterhouse e Lívia Pillmann.

## Tracce
Testi e musiche di Ashley Frangipane, Benjamin Levin, Elena Kiper, Ivan Nikolaevič Šapovalov, Magnus August Høiberg, Martin Kierszenbaum, Sergio Galoyan, Trevor Horn e Valerij Polienko.
1. Nightmare – 3:51

## Formazione
Musicisti
- Halsey – voce
- Happy Perez – chitarra, programmazione
- Benny Blanco – tastiera, programmazione
- Cashmere Cat – tastiera, programmazione

Produzione
- Benny Blanco – produzione, ingegneria del suono
- Cashmere Cat – produzione
- Happy Perez – produzione
- Chris Gehringer – mastering
- Șerban Ghenea – missaggio

## Successo commerciale
Nel Regno Unito il singolo è divenuto l'ottavo ingresso della cantante e il secondo senza collaborazioni, debuttando alla 26ª posizione della Official Singles Chart grazie a 16 625 unità vendute durante la sua prima settimana di disponibilità.

## Classifiche

### Classifiche settimanali
| Classifica (2019) | Posizione massima |
| ----------------- | ----------------- |
| Australia         | 13                |
| Austria           | 56                |
| Belgio (Fiandre)  | 56                |
| Belgio (Vallonia) | 78                |
| Canada            | 17                |
| Estonia           | 14                |
| Germania          | 87                |
| Grecia            | 6                 |
| Irlanda           | 24                |
| Italia            | 68                |
| Lettonia          | 8                 |
| Lituania          | 15                |
| Nuova Zelanda     | 19                |
| Portogallo        | 48                |
| Regno Unito       | 26                |
| Repubblica Ceca   | 25                |
| Russia            | 26                |
| Slovacchia        | 7                 |
| Stati Uniti       | 15                |
| Svizzera          | 61                |
| Ucraina           | 48                |
| Ungheria          | 7                 |

### Classifiche di fine anno
| Classifica (2019) | Posizione |
| ----------------- | --------- |
| Russia            | 127       |